# صبري أندريا
صَبْري أَنْدريا (24 ديسمبر 1883 - 3 يوليو 1956) هو شاعرٌ وإعلاميٌ مَهْجري دمشقي. كان قد أسَّسَ في 17 حزيران/يُونيو 1993 م برنامجًا على الراديُو سَمَّاه «ليالي العَرب» في نيُويُورك، وقد تكون هذه الإذاعةُ أوَّلَ إذاعة عربيَّة في المهجر، لذلك يُطلق عليه البعض لقبَ «الإعلامي العربي المَهْجري الأوَّل»، وربَّما الوحيد في تلك المرحلة.

## ولادته ونشأته
وُلدَ صَبْري أَنْدريا أَنْدريا من أسرةٍ أرثوذكسيَّة في دمشق بتاريخ 24 كانون الأوّل/ديسمبر 1883 م، في حيِّ باب تُوما الدمشقي القَديم، والدُه أَنْدريا أَنْدريا ووالدتُه صَدَى (أو سَعْدة) هلال. وقد كان منذُ صِغَره اجتماعيًا، يَتحلّق حولَه الأصدقاء والمعارف؛ كما كان يتردَّد على الحفلات والنَّوادي؛ وقد كان يدرس ليصبحَ كاهِنًا أرثوذكسيًا، لكنّه اختار في نهاية المَطاف مسارًا مختلفًا، وصارَ تِلْميذًا عَسْكريًا في مكتب عنبر السُّلْطاني بدمشق، وكان يُحْسِن العربيَّةَ والتركيَّة واليُونانيَّة والفرنسيَّة. وعَملَ مدرِّسًا في قرى لبنان، فثَقَّفَ وهَذَّب ونَظمَ وخَطَب.

## هجرتُه
هاجرَ صَبْري إلى الولايات المتَّحدة الأمريكيَّة سنةَ 1908-1909 م تقريبًا، وهو بعمر 25 عامًا، سعيًا وراءَ الرزق وتحت إغواءِ الهجرة التي كانت في أَوْجها حينئذٍ، فوصلَ بوسطن في 12 كانون الأوّل/ديسمبر، وتولّى العملَ كمشغِّل طاحونة، ثمّ أخذ يدير متجرًا لأحد المُهاجرين العرب حتّى سنة 1918 م. وقد ساحَ في أنحاء البلاد الأمريكيَّة الجديدة، وتعرَّف إلى مواطنيه من الشَّام (سوريَّة ولبنان)، وعرفَ منهم الألوفَ، حتَّى إنَّه بات يعرف أنسابَهم وأَحْسابَهم بالتفصيل؛ ثمَّ استقرَّ في نيويورك. وأصدرَ سنةَ 1930 م بالاشتراك مع الشاعر المهجري نسيب عريضة، كتاب «التَّقْويم السُّوري الأمريكي ودليل المُهاجرين»، وهو كتابٌ ضمَّ فيما ضمَّ حلقاتٍ مهمّةً في التاريخ السوري.

## نشاطُه في المهجر
اتَّصف صَبْري أَنْدريا بنشاطِه الاجتماعي اللافت للنظر، وبصوتِه الجَهُوري الذي ينطلق عاليًا في الحفلات والتجمُّعات؛ فقد قال عنه الشاعرُ المَهْجري جميل حلوة: «ونحن في نيويورك لا نرى حفلةً أو مأدبة عموميَّة أو مجتمعًا أو مأتمًا لا يكون صَبْري أَنْدريا من الحاضِرين أو السَّاعين المهتمِّين؛ فهو بحقٍّ ابنُ الطائفة الأَرْثوذكسيَّة البارّ وصديقُ الشعب المخلص».
أسَّسَ صَبْري أَنْدريا سنةَ 1933 م، في 17 حزيران/يُونيُو، برنامجًا على الراديُو سَمَّاه «ليالي العَرب» في نيُويُورك، كان يُبثُّ على مدى سنوات مساءَ يوم الجمعة، ثمَّ في أيَّامٍ أُخَر مثل أيّام الثلاثاء. وقد تكون هذه الإذاعةُ أوَّلَ إذاعة عربيَّة في المهجر، كما دأب أَنْدريا على الإعلان عن حلقات البرنامج بشكلٍ دَوْري في الصحف والمَجلَّات، مثل جَريدتَي السائِح والسَّمير. وربَّما يَحِقُّ لنا بعدَ ذلك أن نطلقَ عليه لقبَ الإعلامي العربي المَهْجري الأوَّل، وربَّما الوحيد في تلك المرحلة. وقد حُقَّ للشاعر المَهْجري توفيق فخر أن يُسمِّيه «فَتَى الرَّاديُو». وفي هذا البرنامج كان صَبْري أَنْدريا يبثُّ أحاديثَه الظريفة ونُكَتَه اللطيفة، كما يُسمِع الجمهورَ أصواتَ المُطْربين ومختلفَ الألحان، وقد أخذَ يشاركه في عمله هذا بعدئذٍ شريكُه الخبير جُوزيف أو يوسُف بيلوني مدّةً من الزمن. ولم يكن يرد إليه من عمله هذا إلَّا شحيحُ العائد وقليلُ الرزق؛ ولولا ميلُه نحوَ هذا العمل ورغبتُه في بلوغ مُراد أبناء وطنِه لما صبرَ عليه وتابعَ فيه؛ فقد كان هذا البرنامجُ بمنزلة الصِّحافة الناطقة التي تنشر أخبارَ المهاجرين وأخبارَ العالم، وتعمل على تَسْليتهم وتَعْزيز الرَّوابِط بينهم.

## وفاتُه
لم تنقل لنا صحفُ المهجر ومَجَلَّاتُه عن صَبْري أَنْدريا أنَّه تزوَّج وأعقبَ نَسْلًا؛ ولذلك يغلب أنَّه بقيَ بلا زواج حتَّى وفاته بعدَ مرض مفاجئ أَلمّ به سنةَ 1956 م، يومَ الثلاثاء في 3 تمُّوز/يُوليُو. وممَّا يؤكِّد ذلك الكلمةُ التي أَلْقاها إيليا أبو ماضي في حفلة تأبينه، حيث لم يُشِر في عزائِه إلى زوجة أو أبناء. ويبدو من استعراض الصحافة المهجريَّة بعدَ وفاته أنَّ برنامجَ «ليالي العرب» قد توقَّف الإعلانُ عنه إلَّا لمدّة قصيرة جدًّا قد لا تتجاوز بضعة أيَّام أو أسابيع. وقد استمرّ يوسف بيلوني ببثّ البرنامج بعدَ ذلك حتى العام السابق لوفاته سنةَ 1964 م، حيث تابعت جوزفين إلياس فضّول البثّ تحت اسم «ألحان الشرق الأوسط» حتى سنة 1981 م، واستمرّ الأمرُ بعدَ ذلك على أيدي آخرين.

### تأبينُه
لقد نشر الأديبُ إيليا أبو ماضي، صاحبُ جريدة السَّمير، كلمةً في حفلة تأبين صَبْري أَنْدريا تحت مُسمَّى «شُجَيْرة الورد»:
| صبري أندريا | كانت عندنا أمامَ البيت شُجَيْرةُ وَرْدٍ نامِية، أَوْراقُها نَدِيَّة، أَلْوانُها مُتَوهِّجة، أَريجُها فَوَّاح مُنْعِش. وكنتُ كلَّما نظرتُ إليها شَعَرْتُ بغبطةٍ داخلية كأنَّني في صُحْبة صديقٍ موافق. ولكنَّ هذه الشُّجَيرةَ الجميلة ليست بَعْدُ في موضعها، فقد هَبَّت عاصفةٌ اقتلعَتْها من جُذُورِها، وبعثرت أوراقَها، وحطَّمت أغصانَها، وطرحتها على الأرض عودًا جَريدًا يابِسًا. أجل، ماتَتْ شُجيرةُ الوَرْد الطيِّبة الأريج، المتوهِّجة الألوان، النَّدِيَّة الأوراق، فحزنتُ عليها كثيرًا. ولا أزال كلَّما تطلعَّت إلى الموضع الذي كانت قائمةً فيه أُحِسُّ كأنَّ الفراغَ الذي أحدَثَهُ غِيابُها فيه قد حدثَ مثلُه في قلبي. أيُّها السَّادة: سردتُ عليكم حكايةَ شجيرة الوَرْد لأقولَ: إذا كنَّا نحزن لفراق شُجَيرة عَجْماء لا تَعْقل، ولا تُؤاكلُنا ولا تُشارِبنا، ولا تَقْعد معنا في مجلس، ولا تُؤاسينا في وحشة، ولا تُعيننا في أمر، ولا يَخْفِق لها معنا قلبٌ حزنًا ولا طربًا، ولم تُقِمْ معنا غيرَ مدَّة قصيرة، فكَمْ يجب أن نحزنَ لموت إنسانٍ كان لنا رفيقًا وصديقًا!؟ عاشرنا وعاشرناه، لا أسابيعَ وشهورًا، بل أعوامًا طِوالًا؛ ما هبطت علينا نِعْمَةٌ إلَّا سُرَّ وابتهج، كأنَّما النعمةُ هبطت عليه وحدَه؛ وإذا أصاب أحدَنا ضُرٌّ تَشكَّى وتألَّم كأنَّما الضرُّ لم ينزل إلَّا به؛ وما نُودي الناسُ إلى مُؤازرةِ مشروعٍ خيري أو أدبي أو ديني إلا كانَ في طليعة السَّاعين والمُجاهدين لإنجاح المَشْروع. أَجَل، هذا هو الرجلُ الذي فقدناه، هذا هو عميدُ الإخاءِ الدِّمَشقي. هذا هو صديقُ الكلّ. هذا هو فقيدنا صَبْري. سَلُوا جُدْرانَ هذه القاعة كَمْ دَوَى فيها صوتُه مِنْ على مِنْبرها مرحِّبًا بالجُمُوع. إنَّ الجُمُوعَ الآن هُنا، أمَّا هو فقد صارَ في عالم بعيد قَصِيّ؛ إنَّه صامتٌ لا يتكلَّم، ولكنَّه في صمته يُلْقي علينا عظاتٍ بليغةً، أقلّها أَنْ لا بقاءَ لإنسان، لا يبقى غَيْرُ وجهِ ربِّك ذي الجلال والإكرام. بَلْ سَلُوا هذه الكاتدرائيَّة كم رتَّل فيها وصلَّى، وكم له في سبيلها من المَساعي المَبْرورة والجهود المَشْكورة!؟ بَلْ سَلُوا كلَّ جمعية في الجالية كَمْ له في سَبيلها من أيادٍ بَيْضاء ومساعٍ غَرَّاء!؟ كُلُّ هذه المُؤَسَّسات سوف تَسْتوحِش لفقده كما استوحشَ الأَصْدقاء. لم يَبْقَ من شُجَيرة الورد غَيْر ذِكْرى وخيال؛ لو لم تكن شجيرةً كريمة لم يَبْق منها حتَّى ذكرى وخيال. إنَّ صَبْري سيعيش بعدَ موته ذكرى طيِّبة متوهِّجة متأرِّجة. والذِّكْرُ الجميل للإنسان عمرٌ ثانٍ. فالرحمةُ لَه والعزاءُ لنا ولأنسبائه وشريكه ورفيقِه وللإخاء الدِّمَشقي. إنَّا لله وإنَّا إليه راجِعون | صبري أندريا |

كما رثاه الشاعرُ المَهْجري تَوْفيق فَخْر بقصيدةٍ حَملَت عنوان «فتى الراديو - ما بالُ صَوْتكَ خافِتًا»:

## من أشعاره

### لَهْفي عَلَيْك
في رثاءِ نَمْر جورج، أحد كِرام الجالية العربيَّة المَهْجريَّة في نيُويُورك.
| لَهْفي عَلَيْكَ أَخا الشَّبابِ   |  | ماذا دَعاكَ إِلى الذَّهابِ!؟ |
| أَيَئِسْتَ مِنْ هَذي(1) الحَيا  |  | ةِ، وَما تَجُرُّ مِنَ الصِّعابِ؟  |
| أَعَرَفْتَ أَنَّ المَرْءَ يَلْ      |  | هُو بالقُشُورِ عَنِ اللُّبابِ   |
| والدَّهْرُ غَدَّارٌ فَلا        |  | يَوْمٌ يَمُرُّ بِلا اكْتِئابِ     |
| وإذا دَعا داعِي المَنُو    |  | نِ فَلا مَفَرَّ مِنَ الجَوَابِ    |
| كُلٌّ يَسِيرُ بِدَوْرِهِ          |  | والعُمْرُ يَخْدَعُ كالسَّرابِ    |
| لا جاهَ يَنْفَعُ أو غِنًى     |  | يُنْجي النُّفُوسَ مِنَ العِقابِ  |
| إِلَّا الفَضائِلَ وَحْدَها      |  | حَسْبَ الوَصِيَّةِ في الكِتابِ   |
| فِيها يَعِيشُ المَرْءُ في     |  | دُنْيَاهُ مُحْتَرَمَ الجَنابِ     |
| وَبِها يَفُوزُ لَدَى المُثُو    |  | لِ بِحَضْرَةِ الرَّبِّ المُهابِ    |
| فَهْوَ المُكافِئُ والمُعا     |  | قِبُ يَوْمَ تَحْريرِ الحِسابِ    |
| سِرْ وَاقْتَرِبْ مِنْهُ فَتَلْ      |  | قَى غِبْطَةً بالاِقْتِرابِ      |
| وَهُوَ المُعِينُ على النَّوَى   |  | وَهُوَ المُؤَاسِي في المُصَابِ  |
| قَدْ جاءَ أَبْناءُ العَشِي     |  | رَةِ يا أَخِي وَمَعَ الصِّحابِ   |
| لِيُوَدِّعُوكَ بِحَسْرَةٍ          |  | يا مَنْ عَزَمْتَ عَلَى الذَّهابِ  |
| ويُشَارِكُوا الأَهْلَ الحَزانَى |  | في الأَسَى وَالانْتِحابِ     |
| ذي ضَجْعَةٌ أَبْدَيَّةٌ          |  | هَذا الذَّهابُ بِلا إِيَابِ    |
| وإلى اللِّقا يا «نَمْرُ» في |  | دارِ البَقا يَوْمَ المَآبِ    |

### يا شاعِرَ المَيماس
في حَفْلة صدور ديوانِ «أَوْراق الخَريف» للشاعر المَهْجري نَدْرة حدَّاد.
| يا شاعِرَ العاصي عَلَيْكَ سَلامُ          |  | وعَلى الأُلَى بِبَدِيعِ شِعْركَ هامُوا   |
| وَعَلى الذينَ نُبُوغَ قَدْرِكَ قَدَّرُوا        |  | وَبِكَ احْتَفَوْا، وَلكَ العَشاءَ أَقامُوا |
| فَإلى الجَمِيعِ تَحِيَّتي مَزْفُوفَةً          |  | أَمَّا الشُّعُورُ فَلا يَفِيهُ كَلامُ      |
| يا شاعِرَ المِيماسِ، يا رَجُلَ الوَفا     |  | لَكَ في القُلُوبِ مَحَبَّةٌ وَمُقامُ       |
| أَفَما تَرَى كَيْفَ الرِّفاقُ تَسابَقُوا       |  | لِلاحْتِفاءِ وَكُلُّهُمْ مِقْدامُ!؟        |
| أَوَ لَيْسَتِ الأَفْوَاهُ تَشْدُو بالصَّفا       |  | آيَ الوَفاءِ فَتَعْذُبُ الأَنْغامُ       |
| يا ناظِمَ الدِّيوانِ في الدِّيوانِ قَدْ     |  | بُتَّ القَرارُ وَسُجِّلَ الإِكْرامُ        |
| وَالكُلُّ صَوَّتَ أَنَّ غَضَّ الطَّرْفِ عَنْ          |  | دِيوانِ «أَوْراقِ الخَريفِ» حَرامُ     |
| فَلِناظِمِ الدَّيوانِ قَدْ وَجَبَ الثَّنا       |  | ما دامَ يُوجَدُ في الأَنامِ كِرامُ    |
| فَاهْنَأ بِما قَدْ نِلْتَ مِنْ مَجْدٍ، وكُنْ      |  | باللهِ مُعْتَصِمًا، فَلَسْتَ تُضامُ       |
| ذا نَخْبُ «نَدْرا» يا صِحابي فَارْفَعُوا الْ |  | كاساتِ، وَلْنَشْرَبْ وَنَحْنُ قِيَامُ       |
| واللهَ نَسْأَلُ أَنْ يَعِيشَ مُوَفَّقًا          |  | مَعَ آلِ بَيْتِهِ ما كَرَّتِ الأَعْوَامُ(2)  |
| وَلْيَحْيا كُلُّ مُناصِرٍ، مِنْ حاضِرٍ          |  | أَوْ غائِبٍ، وعَلى الجَمِيعِ سَلامُ     |

### هذا العَزيزُ المُسَجَّى
في رثاء راجي لِيان، أحد وجهاء الجالية السُّوريَّة في نيُويُورك.

## هوامش
- «1»: في المَصْدر: هَذه، والصحيحُ ما أَثْبتناه.
- «2»: الشطرُ مكسور، وهو كذلك في الأصل.